# غو هي سون
كو هي سون (بالهانغول: 구혜선، وبالهانجا: 具惠善. ولدت في 9 نوفمبر 1984) هي ممثلة ومخرجة وروائية وكاتبة سيناريو ومغنية من كوريا الجنوبية (سيول). اشتهرت غو هي سون بدورها في مسلسل أنقياء القلب (2006)، وفي مسلسل فتيان قبل الزهور (2009)، وفي مسلسل عيون الملاك (2014)، وفي الدراما الكورية الدم (2015).

## وقت مبكر من حياتها
تتكون عائلة كو هي سون من والدتها ووالدها، وأختها الكبرى. في البداية ارادت كو بأن تصبح مغنية. كونت في نهاية المطاف فرقه غنائيه مع أصدقاء الكلية، ولكن نظرا لما اكتسبته من شهره شعبية من خلال الإنترنت (كموديل) قالت انها وضعت هذه الأهداف في الانتظار.

## السيرة الذاتية

### في التمثيل
دخلت كو هي سون صناعة الترفيه بعد أن إكتسبت شعبية كبيره على شبكة الإنترنت باعتبارها ulzzang (اى صاحبة الوجه الجميل). وذكرت كو انها تدربت تحت إس إم إنترتينمنت قبل أن تنتقل إلى شركة دي إس بي ميديا وإستعدت لأول مرة للتدريب في مجموعة فتيات تدعى ريا. ولكن بعد ذلك لم تنجح في مسعاها ثم وقعت تحت YGEntertainment، وظهرت بها منذ أول يوم وحتى الآن. تدربت لأول مرة كمغنية (يفترض الظهور كفرقة مكونة من ثلاثة أعضاء بأسم تو ني ون مع بارك بوم وساندرا بارك)، ونصح الرئيس التنفيذي لشركة YGEntertainment يانغ هيون سوك كو بمتابعة التمثيل بدلا من الموسيقى. وقد ظهرت لأول مره في إعلان Sambo computers ثم في التلفزيون لأول مرة في KBS في سلسلة الرعب الجناس الناقص لفظ مقلوب،  واستمرت في الظهور في الأعمال الدرامية من وقتها. كما أنها جذبت الآخرين بآدائها في السيت كوم Nonstop 5 ‏ في 2004 لشركة إم بي سي
سرعان ما ارتفعت كو إلى الشهرة في الدراما التلفزيونية 2006 النقاء في القلب Pure in Heart وفاجأت النقاد مع أدائها في الدراما التاريخية الملك وأنا. أنا والملك.  كما أنها ازدادت شهره مع Kbs2 ظهورها في دراما فتيان قبل الزهور Boys Over Flowers أمام إي من هو (1987) إي من هو (1987)،  وأدى هذا إلى زيادت شعبيتها في آسيا.
بعد عام من الإختفاء عملت أول مسلسل موسيقى لها الموسيقى The Musical ‏ أمام كيونغ سوك Kyoung-seok،  ثم في 2011 اخذت كو دور البطولة بجانب جي جن هي جي جن هي كطيار في سلسلة نظام بث سول بمسلسل اعتني بنا يا كابتن Take Care of Us, Captain.  كما ابدعت في مسلسلها التايوانى الحبيب المثالى حبيبي المطلق الذي اصدر في عام 2012.
بعد كسر عامين من العمل الدرامى، شاركت كو في إم بي سي (توضيح) في جزئين من الدراما الوثائقيه ''Heo Nanseolheon''. شاركت في رواية البرنامج والإنتاج أيضا.
عادت كو إلى الشاشة الصغيرة بالعمل مع SBS بمسلسل عيون الملاك Angel Eyes في عام 2014. امام لى سانج يوون Lee Sang Yoon` حيث أدت دور يون سو وان، وهي فتاه عمياء تنتظر إجراء عملية في عينها فتقرر أن تحتضن الحب والعاطفة من بارك سونج جو حتى تخضع للعمليه وتنفصل عنه ثم تبدأ في العمل في حالات الطوارئ. في سبتمبر عام 2014، تي في أكس كيو وكو ظهرت في الفديو الموسيقى BeatBurger باسم "She So High".

في فبراير 2015، بدات كو في الدراما الكورية الدم أمام الممثل أن جاي هيون لقناة نظام البث الكوري. في 6 نوفمبر من نفس السنة، انضمت كو إلى بطولة في الدراما الصينية ''The Legendary Tycoon''  إلى جنب هانز تشانج هانس تشانغ وجو تشن جو تشن. والتاجر الأسطوري يحكي قصة حياة رن رن شو وهو شخص عصامى ويعد أهم الاشخاص في عالم الترفيه في هونغ كونغ. كما ستشارك في مسلسل نهاية الأسبوع لقناه نظام البث الكوري بعنوان "You Are Too Much"

## حياتها الخاصة
في 11 مارس 2016، أكدت الممثلة عبر وكالة أعمالها مواعدتها منذ أبريل 2015 لشريكها في بطولة الدراما الكورية الدم الممثل أن جاي هيون.
في 20 مايو 2016، سجل الزوجان زواجهما رسميًا في مكتب مقاطعة جانج نام، ثم تزوجا في 21 مايو من نفس السنة معلنين أنهما قررا التبرع بأموال حفل الزفاف إلى جناح الأطفال في مستشفى سيفيرانس، أحد أقدم وأكبر المستشفيات في كوريا. لاحقًا ظهر الزوجان في برنامج الواقع Newlywed Diary للمنتج نا يونغ سيوك، حيث عرضا من خلاله حياتهما الزوجية.
في أغسطس 2019، أفيد أن زوجها الممثل أن جاي هيون قد طلب الطلاق منها وأنها ضد القرار ومتشبتة بالحفاظ على زواجها. عانت كو من تعليقات مسيئة على وسائل التواصل الاجتماعي في كل مرة تنتقد فيها زوجها علنًا.
في 1 سبتمبر 2019، كشفت كو في منشور على حسابها الخاص انستغرام أنها ستأخذ استراحة من صناعة الترفيه لاستئناف دراستها الجامعية.
في 9 سبتمبر 2019، قدم الممثل طلبًا للطلاق إلى محكمة الأسرة في سول، وتم تسليمه إلى غو هي في 18 سبتمبر 2019.

## الجوائزو الترشيحات
| السنة | الحدث                  | الفئة           | النتيجة |
| ----- | ---------------------- | --------------- | ------- |
| 2006  | جوائز كي بي إس للدراما | أفضل ممثل جديدة | فوز     |
| 2007  | جوائز بايكسانغ للفنون  | أفضل ممثل جديدة | رُشِّح     |
| 2007  | جوائز إس بي إس للدراما | أفضل نجمة جديدة | فوز     |

## روابط خارجية
- غو هي سون على موقع IMDb (الإنجليزية)
- غو هي سون على موقع ألو سيني (الفرنسية)
- غو هي سون على موقع ميوزك برينز (الإنجليزية)
- غو هي سون على موقع قاعدة بيانات الفيلم (الإنجليزية)
- غو هي سون على موقع كينوبويسك (الروسية)